# Mt. Helium
Mt. Helium, früher The Apex Theory, war eine US-amerikanische Rockband aus Los Angeles, Kalifornien. Die Band wurde 1999 gegründet. Drei der ursprünglichen Mitglieder, der frühere Sänger Ontronik Khachaturian, Bassist David Hakopyan, sowie Gitarrist und aktueller Sänger Art Karamian, sind armenischer Herkunft.

## Diskografie
- 2000: Extendemo (EP, Eigenveröffentlichung)
- 2001: Shhh… (Hope Diggy) (Single)
- 2001: The Apex Theory (EP)
- 2002: Topsy-Turvy (Album)
- 2002: Apossibly (Can You Please Explain?) (Single)
- 2004: inthatskyissomethingwatching (EP, Eigenveröffentlichung)
- 2007: Lightpost (EP)
- 2008: Faces (Album)